# Mistrovství světa v alpském lyžování 1932
2. Mistrovství světa v alpském lyžování se konalo v roce 1932 v italském středisku Cortina d'Ampezzo.

## Medailisté

### Muži
| Soutěž    | Zlato             | Stříbro     | Bronz             |
| Sjezd     | Gustav Lantschner | David Zogg  | Otto Furrer       |
| Slalom    | Friedl Däuber     | Otto Furrer | Hans Hauser       |
| Kombinace | Otto Furrer       | Hans Hauser | Gustav Lantschner |

### Ženy
| Soutěž    | Zlato           | Stříbro                | Bronz                  |
| Sjezd     | Paula Wiesinger | Inge Wersin-Lantschner | Hady Lantschner        |
| Slalom    | Rösli Streiff   | Durell Sale-Barker     | Kingdom Doreen Elliott |
| Kombinace | Rösli Streiff   | Inge Wersin-Lantschner | Hady Lantschner        |

## Přehled medailí
| Pořadí         | Stát           | Zlato | Stříbro | Bronz | Celkově |
| 1              | Švýcarsko      | 3     | 2       | 1     | 6       |
| 2              | Rakousko       | 1     | 3       | 4     | 8       |
| 3              | Německo        | 1     | -       | -     | 1       |
| 3              | Itálie         | 1     | -       | -     | 1       |
| 5              | Velká Británie | -     | 1       | 1     | 2       |
| Medailové sady | Medailové sady | 6     | 6       | 6     | 18      |